# ふれあいバス (栃木市)

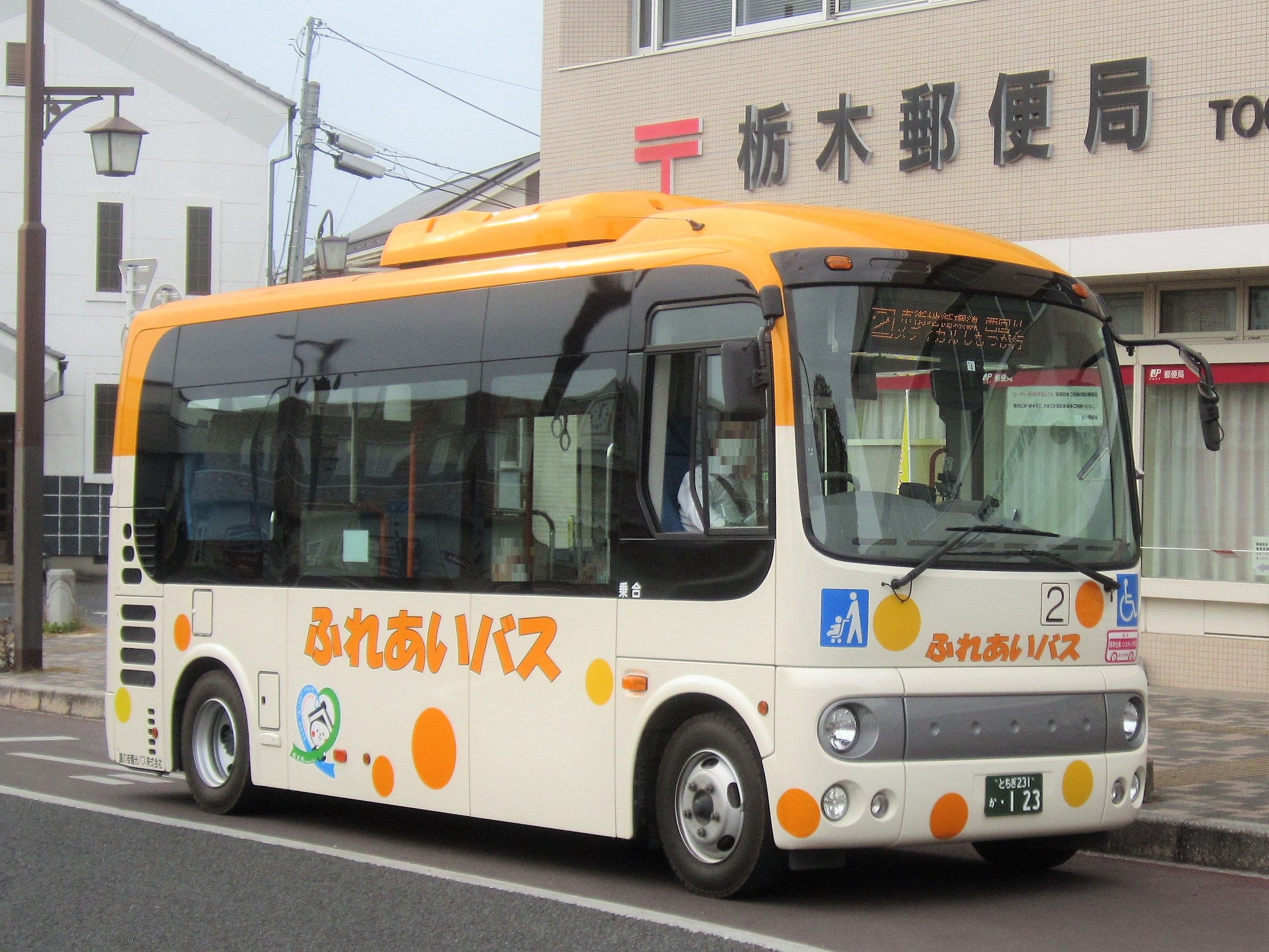
市街地循環線
（蔵の街観光バス）

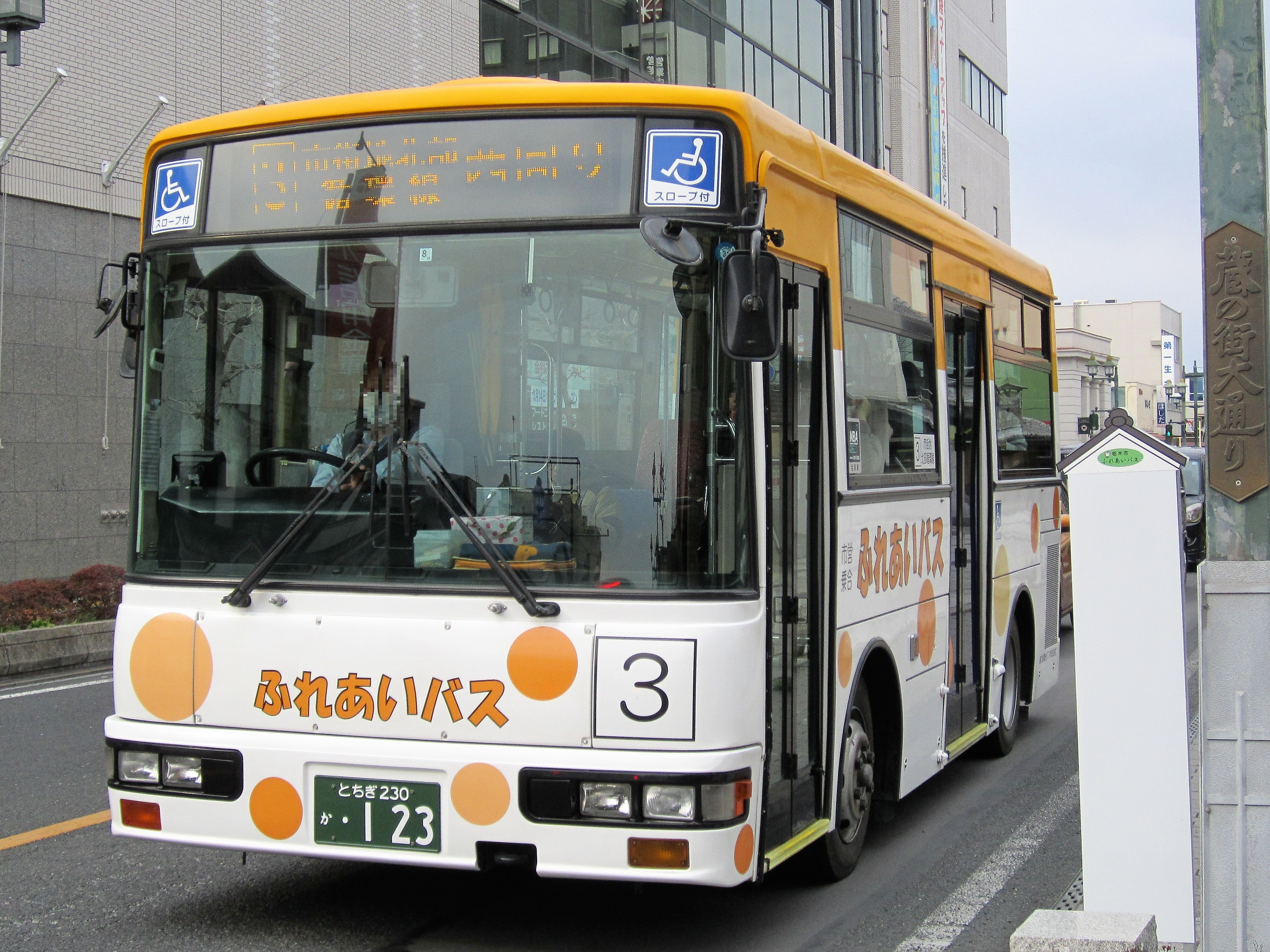
市街地北部循環線
（蔵の街観光バス）

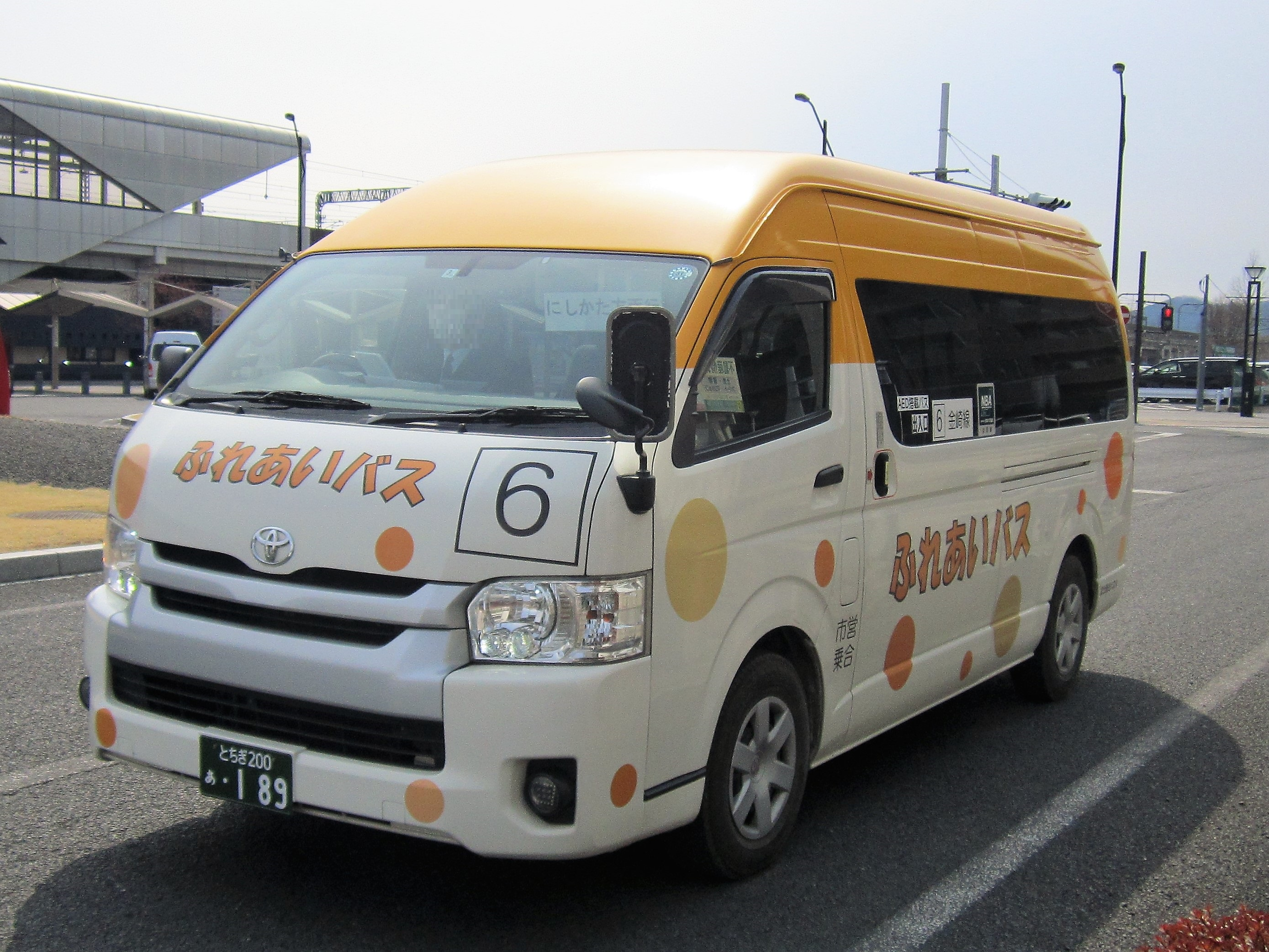
金崎線
（富士観光バス）

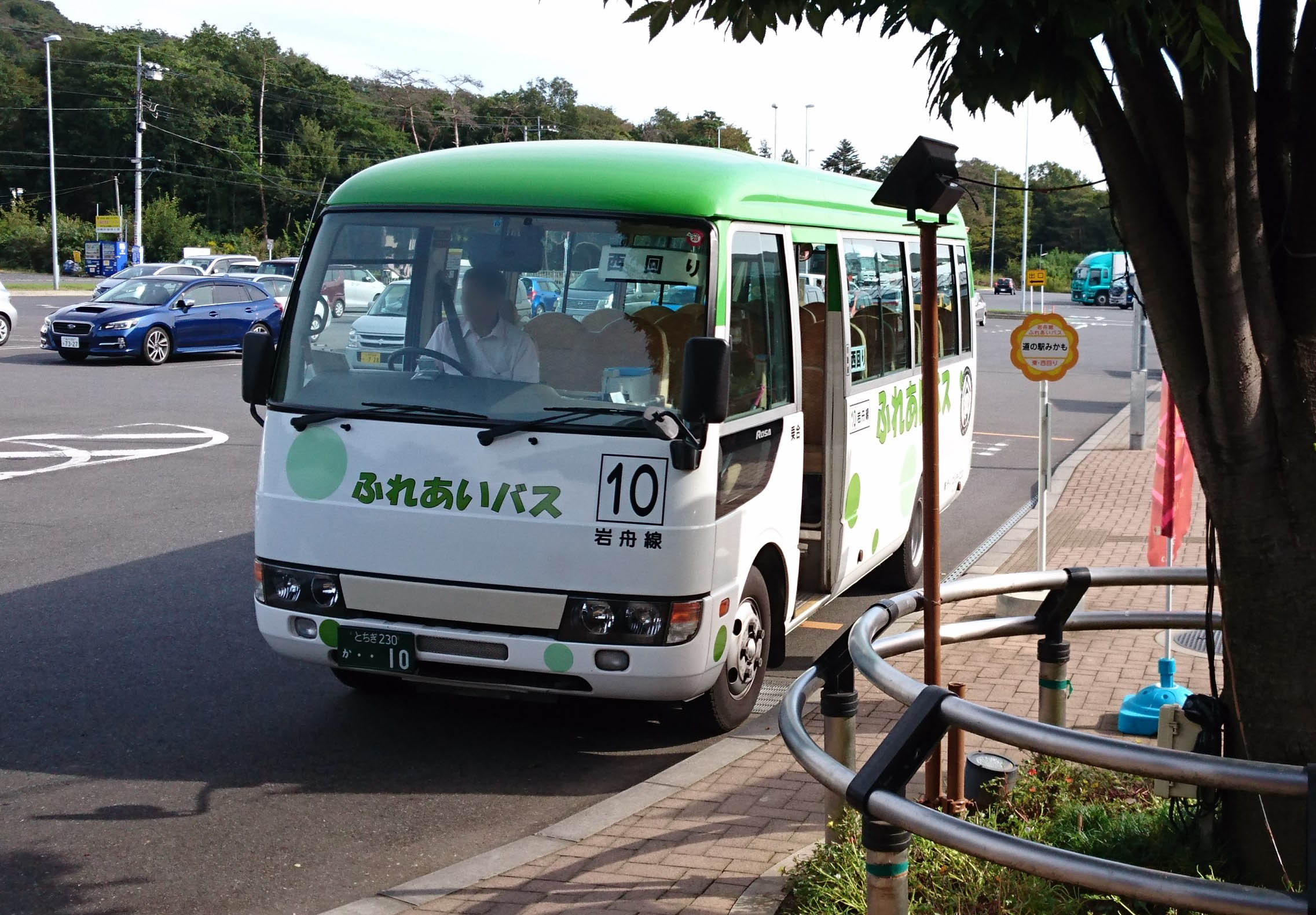
岩舟線
（ティ・エイチ・エス）

ふれあいバスは、栃木県栃木市で運行されるコミュニティバスである。関東自動車（佐野営業所）、蔵の街観光バス、富士観光バス、ティ・エイチ・エス、TCB観光が運行をしている。

## 概要
関東自動車の一般路線バスが廃止されるにあたり、廃止代替バスとして2004年10月1日に運行を開始した。2011年（平成23年）3月に策定された「栃木市地域公共交通総合連携計画」に基づく公共交通整備施策の一環として、10月1日からは正式にコミュニティバスとして運行を開始し、部屋線の運行を開始。2012年4月1日からは真名子線、金崎線、大宮国府線、皆川樋ノ口線、藤岡線が加わった。2020年からは小野寺線・大平線が加わり、2023年3月時点で12系統が運行されている。
運行形態としては、栃木市が5社に委託契約を行った上で補助金を出して5社が道路運送法第4条の一般乗合旅客自動車運送事業の運送許可に基づいて運行を実施している。

## 沿革
- 2004年（平成16年）
  - 8月1日 - 市街地循環線栃木駅 - 新栃木駅 - 栃木駅間運行開始（当初は2005年1月31日まで無料での試行運行）。
  - 10月1日 - 関東自動車の路線廃止の代替として、寺尾線（栃木駅 - 星野御嶽山入口・出流観音間）運行開始（上り8便、下り8便）。
- 2009年（平成21年）10月1日 - 寺尾線ダイヤ改正および運賃改定。下り最終が繰り上がる（上り8便、下り7便）。
- 2010年（平成22年）12月1日 - 市街地北部循環線栃木駅 - 新栃木駅 - 栃木駅間運行開始。
- 2011年（平成23年）
  - 3月 - 「地域公共交通の活性化及び再生に関する法律」に基づき、「栃木市地域公共交通総合連携計画」が策定される。[2]
  - 10月1日
    - 愛称を「循環バス・生活バス」から「ふれあいバス」に変更。
    - 市街地循環線の停留所を休止及び新設、栃木駅 - NTTドコモ前間経路変更。【停留所休止】柏戸医院前【停留所新設】ヨークベニマル。
    - 市街地北部循環線の停留所を改称。【停留所改称】ジャスコ→イオン。
    - 寺尾線ダイヤ改正。【路線延長】ヨークベニマル - 栃木駅。【経路変更】永島前 - イオン前。【停留所廃止】十二社前。【停留所改称】ジャスコ前→イオン前、小林医院前→レストランやまと前。
    - 部屋線（栃木駅 - 部屋南部桜づつみ公園間）運行開始。
- 2012年（平成24年）
  - 4月1日
    - 市街地北部循環線ダイヤ改正【経路変更】
    - 寺尾線ダイヤ改正【停留所廃止】熊下橋 【停留所新設】寺尾橋、星野新町
    - 真名子線（栃木駅 - 真名子介護保険事業所間）、金崎線（栃木駅 - ふれあいプラザ間）、皆川樋ノ口線（樋ノ口生協団地第一公園前 - 南柏倉公民館間）、大宮国府線（栃木駅 - 国府公民館間）、藤岡線（栃木駅南口 - 道の駅みかも・道の駅きたかわべ・谷中湖間）運行開始。

  - 9月1日
    - 皆川樋ノ口線ダイヤ改正【停留所改称】皆川城東小学校入口→聖地公園入口【停留所新設】皆川城東小学校入口、目薬の木前、権現前

  - 10月1日
    - 部屋線ダイヤ改正【路線延長】部屋出張所 - 藤岡駅【停留所廃止】富田第一自治会公民館前【停留所新設】宇佐宮入口
    - 真名子線ダイヤ改正【路線延長】真名子介護保険事業所 - 東武金崎駅
    - 金崎線ダイヤ改正【経路変更】都賀中央医院入口 - 古沢自動車前【路線廃止】道の駅にしかた - ふれあいプラザ
    - 大宮国府線ダイヤ改正【経路変更】新栃木駅東口 - 栃木信用金庫東支店前【停留所廃止】ファミリーマート栃木大光寺店前【停留所新設】富士食品工業前、星風会入口
- 2013年（平成25年）
  - 4月1日
    - 藤岡線ダイヤ改正　【路線延長】栃木駅南口 - 栃木商業高校　- 栃木女子高校 - 下都賀総合病院 - ヨークベニマル
    - 皆川樋ノ口線ダイヤ改正　【路線延長】南柏倉公民館　- 江田クリニック(岩舟町小野寺)
    - 大宮国府線ダイヤ改正　【経路変更】　大宮地区及び国府地区を循環（北回り５便、南回り５便）する運行ルートに変更
    - 金崎線ダイヤ改正　【停留所新設】JAしもつけ都賀支店前 - 西方中学校前 - 西方総合支所入口【経路変更】　都賀文化会館以北の都賀・西方地域を循環する運行ルートを追加。
    - 寺尾線（全面的な改正）、市街地循環線、市街地北循環線ダイヤ改正

  - 11月1日
    - 皆川樋ノ口線、真名子線、藤岡線、岩舟線ダイヤ改正
- 2015年（平成27年）
  - 4月1日
    - 寺尾線、部屋線ダイヤ改正
- 2016年（平成28年）
  - 4月1日[4]
    - 「とちぎメディカルセンターしもつが」開業関連を含む全路線ダイヤ改正
    - 寺尾線 栃木駅から栃木商業高校・栃木女子高方面と、とちぎメディカルセンターしもつが方面を時間帯によりルートを分けて運行
    - 市街地循環線 片柳町・平井町周辺への延伸、「女子高入口」「法務局入口」方面ルートの廃止
    - 市街地北部循環線 「栃木第三小学校入口」停留所の新設
    - 部屋線 栃木駅乗り入れを北口から南口に変更、幸来橋-栃木駅（北口）間・部屋出張所-部屋南部桜づつみ公園間の廃止
    - 真名子線 総合運動公園周辺への運行、「大町北」停留所周辺ルートの廃止
    - 大宮国府線 「大山整形外科前」「ヨークベニマル栃木平柳店」停留所の新設、栃木市街地から新栃木駅東口間ルートの変更、「観光協会前」から栃木駅間のルートを大通りへ変更
    - 藤岡線 三鴨地区方面のルート廃止、栃木市街地方面ルートの廃止
    - 岩舟線 「岩舟公民館」停留所の新設、藤岡線で廃止となる三鴨地区方面の運行
- 2017年（平成29年）
  - 4月1日[5]
    - 寺尾線ダイヤ改正 一部経路を鍋山街道経由から寺尾バイパス経由に変更、「福寿園」停留所を「福寿園入口」へ一本化、栃木駅南側ルートの変更
    - 市街地循環線ダイヤ改正 運行ルートを伝建地区方面・平井片柳方面の2つに分け運行
    - 市街地北部循環線ダイヤ改正 「栃木警察署西」停留所の廃止
    - 部屋線ダイヤ改正
    - 真名子線ダイヤ改正 とちぎメディカルセンターしもつが乗り入れ開始
    - 金崎線ダイヤ改正 とちぎメディカルセンターしもつが乗り入れ開始、循環運行を廃止し東武金崎駅発着に変更、一部便を西方地域の田谷・峰経由で運行
    - 大宮国府線ダイヤ改正 栃木駅南側ルートの変更
    - 皆川樋ノ口線ダイヤ改正 栃木駅南側ルートの変更
    - 藤岡線ダイヤ改正 大平総合支所南側ルートの変更、とちぎメディカルセンターしもつが周辺のルート変更
    - 岩舟線ダイヤ改正 とちぎメディカルセンターしもつが周辺のルート変更
- 2018年（平成30年）
  - 4月1日[6]
    - 部屋線ダイヤ改正
    - 金崎線ダイヤ改正 上新田交差点経由便を東武金崎駅発着から道の駅にしかた発着に変更
    - 皆川樋ノ口線ダイヤ改正 樋ノ口生協団地乗り入れを廃止し北武井入口発着に変更（停留所廃止「樋ノ口生協団地第一公園前」「樋ノ口生協団地第二公園前」、停留所新設「樋ノ口生協団地入口」「北武井入口」）
    - 岩舟線ダイヤ改正

  - 10月 - 2014年（平成26年）に「地域公共交通の活性化及び再生に関する法律」が改正・施行されたことを受け、「栃木市地域公共交通網形成計画」が策定される。[2]
- 2019年（平成31年）
  - 3月23日
    - 寺尾線ダイヤ改正
    - 市街地循環線ダイヤ改正
    - 部屋線ダイヤ改正 部屋出張所-部屋南部桜づつみ公園間延伸（2016年に廃止された区間の復活）、小山市渡良瀬ラインと接続
    - 真名子線ダイヤ改正
    - 金崎線ダイヤ改正
    - 皆川樋ノ口線ダイヤ改正 北武井入口-小山西高校前間延伸（一部便は北武井入口バス停発着、一部便は北武井入口バス停非経由）
    - 岩舟線ダイヤ改正
- 2020年（令和2年） 3月21日
  - TCB観光が運行に参入し、大宮国府線と皆川樋ノ口線の運行を引き継ぐ。
  - 運賃を全区間一律運賃に変更とともに、全路線前払制に変更
  - 藤岡線のうち大平地区循環部を「大平線」として分離
  - 皆川樋ノ口線

小野寺方面区間を「小野寺線」として分離
樋ノ口地区の運行経路を小山西高校前・北武井入口発着から樋ノ口・北武井地区の循環とし、とちぎメディカルセンターしもつが発着に変更
  - 寺尾線、市街地循環線、市街地北部循環線、部屋線、岩舟線ダイヤ改正
  - 真名子線ダイヤ改正 都賀地区～西方地区間の経路を真名子CC経由から国道293号経由に変更
  - 金崎線ダイヤ改正 一部便を東武金崎駅から西方ふれあいパークに延伸
  - 大宮国府線

とちぎメディカルセンターしもつが発着の循環経路から、とちぎメディカルセンターしもつが～大宮・国府地区～イオン間の運行に変更
日中は栃木駅方面に乗り入れず保健福祉センター前発着に変更
- 2021年（令和3年）3月20日ダイヤ改正
  - 岩舟線 平日午後のみ佐野新都市への乗り入れ
  - 寺尾線 ダイヤ改正（最終便の時刻繰り下げ）
  - 真名子線、大宮国府線、皆川樋ノ口線・小野寺線、藤岡線にて停留所名称変更
- 2023年（令和5年）3月15日[7]
  - 寺尾線 ダイヤ改正（初便の時刻繰り上げ）
  - 部屋線 ダイヤ改正（藤岡駅方面の1便を部屋南部桜づつみ公園非経由に変更）
  - 大宮国府線 ダイヤ改正（初便の時刻繰り上げ）
  - 岩舟線 循環運行を解消し、佐野新都市バスターミナル／道の駅みかも～静和駅入口経由～栃木駅南口、佐野新都市バスターミナル／道の駅みかも～ぶどう団地入口経由～栃木駅南口の2系統に変更、佐野新都市バスターミナル乗り入れを年末年始除く平日のみから年末年始・GW・お盆除く平日のみに変更
  - 岩舟線 停留所名称変更（静戸→鯉ヶ島）
- 2024年（令和6年）
  - 3月23日 - ダイヤ改正、市街地循環線で軽微な時刻変更を実施。[8]
  - 6月 - 2020年（令和2年）に「地域公共交通の活性化及び再生に関する法律」が改正されたことを受け、「栃木市地域公共交通網形成計画」が改訂され「栃木市地域公共交通計画」となる。[2]
- 2025年（令和7年）4月1日（予定）[9]
  - 金崎線 都賀総合支所移転に伴い（旧）「都賀総合支所前」停留所を廃止
  - 大宮国府線 都市計画道路小山栃木都賀線開通により一部区間でルートを変更することに伴い「大日」「大宮北小学校前」「大宮公民館前」「光永寺入口」の4停留所を廃止、「今泉町1丁目」「大宮公民館入口」「光永寺前」の3停留所を新設。
  - 皆川樋ノ口線 一部時間帯で実施している「ヤオハン城内店前」「小山西高校前」停留所の通過を取りやめ、終日経由に変更。一部便のダイヤ変更および減便（本数減及び運行区間短縮）を実施。
  - 小野寺線 「小野寺ふれあい館前」停留所を廃止。（小野寺ふれあい館は2023年度で閉館済み）
  - 以下6停留所の名称を変更。
    - レストランやまと前→栃木インター産業団地前、いすゞライネックス前→いすゞロジスティクス前、旧赤津支所前→富張南、真名子介護保険事業所→岡、旧都賀文化会館前→（新）都賀総合支所前、ふれあいプラザ北→古宿北、ラウンドワン前→樋ノ口南

## 現行路線
主な停留所を掲載。
掲載順及びバス停留所は、栃木市公式ウェブサイトによる。
太文字の停留所は、途中発着の設定がなされている停留所。

### 寺尾線
運行委託 - 関東自動車
- 栃木駅（北口） - 市役所前 - 栃木高校入口 - イオン前 - サントリー入口 - 尻内石井前 - 梅沢新町 - 下河原 - 星野遺跡前 - 星野御嶽山入口
- ヨークベニマル栃木祝町店 - 栃木商業高校東 - 栃木駅（北口） - 市役所前 - 栃木高校入口 - イオン前 - サントリー入口 - 尻内石井前 - 梅沢新町 - 下河原 - 星野遺跡前 - 星野御嶽山入口 - 寺尾橋東 - 岡田前 - 出流観音
- とちぎメディカルセンターしもつが - 栃木駅（北口） - 市役所前 - 栃木高校入口 - イオン前 - サントリー入口 - 尻内石井前 - 梅沢新町 - 下河原 - 星野遺跡前 - 星野御嶽山入口 - 寺尾橋東 - 岡田前 - 出流観音
- とちぎメディカルセンターしもつが ← 栃木駅（北口） ← 市役所前 ← 栃木高校入口 ← イオン前 ← サントリー入口 ← 尻内石井前 ← 梅沢新町 ← 下河原 ← 星野遺跡 ← 星野御嶽山入口
- 栃木駅（北口） ← 市役所前 ← 栃木高校入口 ← イオン前 ← サントリー入口 ← 尻内石井前 ← 梅沢新町 ← 下河原 ← 岡田前 ← 出流観音

梓 - 星野 - 出流間は自由乗降区間（国道293号線を除く）
かつて関東自動車が自社運行していた路線の代替路線。星野御嶽山入口バス停には、鹿沼市が永野地区を運行している予約バス定時便も発着している。元々は関東自動車の一般路線バスとして永野 - 大畑 - 星野 - 栃木駅間の通し運行だった頃の名残で、一部の便は相互の乗り換えも考慮されている。星野以南が市営バス化されるまで永野 - 星野間は粟野町営バス（のちの鹿沼市「リーバス」）、星野 - 栃木駅間は関東自動車が運行という形態が続いていた。

### 市街地循環線
運行委託 - 蔵の街観光バス
- 栃木駅（北口） - 文化会館前 -  市民会館前 - 新栃木駅 - 市役所前 - 栃木駅（北口） - ヨークベニマル栃木祝町店 - 栃木女子高校前 - 栃木商業高校前 - 栃木商工会議所前 - とちぎメディカルセンターしもつが - 栃木駅（北口）

右回り・左回り運行

### 市街地北部循環線
運行委託 - 蔵の街観光バス
- 栃木駅（北口） - 市役所前 - 新栃木駅 - 総合運動公園前 - とちぎメディカルセンターとちのき- 栃木女子高校東 - 栃木駅（北口）

東回り・西回り運行

### 部屋線
運行委託 - 蔵の街観光バス
- ヨークベニマル栃木祝町店 - 栃木女子高校前 - 栃木商業高校前 - 栃木駅南口 - とちぎメディカルセンターしもつが - カインズモール大平 - JR大平下駅 - 東武新大平下駅 - 医療福祉モール - ゆうゆうプラザ - 佐藤商事前 - 三横研修館前 - 部屋出張所 - 部屋南部桜づつみ公園 - 部屋出張所 - 渡良瀬の里 - 藤岡総合支所前 - 藤岡駅[注釈 1]
- ヨークベニマル栃木祝町店 - 栃木女子高校前 - 栃木商業高校前 - 栃木駅南口 - とちぎメディカルセンターしもつが - カインズモール大平 - JR大平下駅 - 東武新大平下駅 - 医療福祉モール - ゆうゆうプラザ - 佐藤商事前 - 三横研修館前 - 部屋出張所 - 部屋南部桜づつみ公園
- ヨークベニマル栃木祝町店 - 栃木女子高校前 - 栃木商業高校前 - 栃木駅南口 - とちぎメディカルセンターしもつが - カインズモール大平 - JR大平下駅 - 東武新大平下駅 - 医療福祉モール - ゆうゆうプラザ - 佐藤商事前 - 三横研修館前 - 部屋出張所

佐藤商事前 - 蛭沼間・田中入口 - 部屋南部桜づつみ公園間は自由乗降区間

### 真名子線
運行委託 - 関東自動車
- とちぎメディカルセンターしもつが - 栃木駅（北口） - 栃木商業高校東 - ヨークベニマル栃木祝町店 - 市役所前 - 新栃木駅 - 栃木警察署前 - とちぎメディカルセンターとちのき - 木野地 - 赤津郵便局前 - 南嶺入口 - 真名子駐在所南 - 水木集落センター前 - 真名子介護保険事業所 - 水木集落センター前 - 道の駅にしかた - 西方病院前 - 東武金崎駅[注釈 2][注釈 3]
- とちぎメディカルセンターしもつが - 栃木駅（北口） - 栃木商業高校東 - ヨークベニマル栃木祝町店 - 市役所前 - 新栃木駅 - 栃木警察署前 - とちぎメディカルセンターとちのき - 木野地 - 赤津郵便局前 - 南嶺入口 - 真名子駐在所南 - 水木集落センター前 - 真名子介護保険事業所[注釈 4][注釈 3]

南嶺入口 - 西方病院前間は自由乗降区間

### 金崎線
運行委託 - 富士観光バス
- とちぎメディカルセンターしもつが - 栃木駅（北口） - 栃木女子高校東 - ヨークベニマル栃木祝町店 - 市役所前 - 新栃木駅 - イオン - とちぎメディカルセンターとちのき - 合戦場郵便局前 - 都賀総合支所前 - 家中駅前 - 旧都賀文化会館前 - 道の駅にしかた - オータニ西方店前 - 東武金崎駅前 - 西方病院前 - 西方ふれあいパーク
- とちぎメディカルセンターしもつが - 栃木駅（北口） - 栃木女子高校東 - ヨークベニマル栃木祝町店 - 市役所前 - 新栃木駅 - とちぎメディカルセンターとちのき - 合戦場郵便局前 - 都賀総合支所前 - 家中駅前 - 旧都賀文化会館前 - 西方なかよしこども園前 - 道の駅にしかた - 西方病院前 - 東武金崎駅前 - 西方病院前 - 西方ふれあいパーク
  - 家中駅前→西方ふれあいパークなどの区間便、メディカルセンターしもつが→西方ふれあいパークと起点と終点を結ぶ便はイオン周辺と道の駅にしかた周辺は通過するなど、全区間を通して運行する便は無い。
  - 旧都賀文化会館前〜東武金崎駅前間はオータニ西方店前経由（例幣使街道経由）と西方なかよしこども園前経由（県道上久我栃木線経由）の2ルートが存在する。
  - 家中駅前 - 西方ふれあいパーク間はの一部は自由乗降区間

### 大宮国府線
運行委託 - TCB観光
- とちぎメディカルセンターしもつが - 栃木駅（北口） - 市役所前 - 新栃木駅東口 - ヨークベニマル栃木平柳店 - 野州平川駅入口 - 大塚団地西 - 野州大塚駅前 - 野州大塚駅入口 - 富士食品工業前 - 保健福祉センター前 - 新栃木駅東口 - 市役所前 - 栃木駅（北口） - とちぎメディカルセンターしもつが
- 新栃木駅東口 → ヨークベニマル栃木平柳店 → 野州平川駅入口 → 大塚団地西 → 野州大塚駅前 → 野州大塚駅入口 → 富士食品工業前 → 保健福祉センター前 → 新栃木駅東口 → 市役所前 → 栃木駅（北口） → とちぎメディカルセンターしもつが

北回り・南回り運行
ヨークベニマル栃木平柳店 - 野州平川駅入口・大塚団地西 - 富士食品工業前間は自由乗降区間

### 皆川樋ノ口線
運行委託 - TCB観光
- とちぎメディカルセンターしもつが - 栃木駅（北口） - 岩下の新生姜ミュージアム前 - ツタヤ前 - 北武井入口 - 小山西高校前（一部便非経由） - 樋ノ口生協団地第一公園 - ヤオハン城内店前（一部便非経由）- ツタヤ前 - 栃木駅（北口） - とちぎメディカルセンターしもつが - 栃木駅（北口） - ヨークベニマル栃木祝町店 - とりせん栃木店東 - 屋内運動場前 - 皆川中学校前 - 南柏倉公民館前 - 柏倉温泉太子館入口

小山西高校前で、隣接する小山市のコミュニティバス「おーバス」思川駅線に接続する
ツタヤ前 - ツタヤ前間は、右回りと左回りがある
目薬の木 - 柏倉温泉太子館入口間は自由乗降区間

### 小野寺線
運行委託 - 関東自動車
- 栃木駅（北口） → 栃木女子高校前 → 錦着山南 → 永野川緑地公園 → 屋内運動場前 → 皆川中学校前 → 東小野口町公民館前 → 小野口西集会所前 → 江田クリニック前 → 小野寺地区公民館前 → 小名路 → 遊楽々館
- 栃木駅（北口） ← 栃木女子高校前 ← 錦着山南 ← 屋内運動場前 ← 皆川中学校前 ← 南柏倉公民館前 ← 柏倉温泉太子館入口
- 柏倉温泉太子館入口 → 南柏倉公民館前 → 東小野口町公民館前 → 小野口西集会所前 → 江田クリニック前 → 羽田 → 小野寺地区公民館前 - 小名路 - 遊楽々館 - 安純の里 - 下津原公民館入口 - 岩舟総合支所前 - 岩舟駅 - 遊楽々館
- とちぎメディカルセンターしもつが - 栃木駅（北口） - ヨークベニマル栃木祝町店 - 栃木女子高校前 - 錦着山南 - 屋内運動場前 - 皆川中学校前 - 東小野口町公民館前 - 小野口西集会所前 - 江田クリニック前 - 羽田 - 小野寺地区公民館前 - 小名路 - 遊楽々館 - 安純の里 - 下津原公民館入口 - 岩舟総合支所前 - 岩舟駅 - 遊楽々館

柏倉温泉太子館入口 - 目薬の木間、江田クリニック前 - 羽田間、村檜神社入口 - 小名路間は自由乗降区間

### 大平線
運行委託 - ティ・エイチ・エス
（→方向が東回り、←方向が西回り）
- カインズモール大平 - とちぎメディカルセンターしもつが - 栃木駅南口 - 牛久公民館入口 - 上高島公民館前 - 真弓南部公民館前 - 大平南地区公民館前 - ゆうゆうプラザ - 東武新大平下駅 - JR大平下駅 - カインズモール大平

真弓南部公民館前 - 荒町公民館前間は自由乗降区間

### 藤岡線
運行委託 - ティ・エイチ・エス
- カインズモール大平 - JR大平下駅 - 東武新大平下駅 - ローソン大平バイパス店前 - 岩舟静和郵便局北 - 静和駅入口 - 岩舟静和郵便局前 - 岩舟駅 - 岩舟総合支所前 - 御門神社北 - 藤岡総合支所前 - 藤岡駅前 - 原向高間公民館前 - 間明田理容室前 - 道の駅かぞわたらせ（平日）／谷中湖（土・日・祝）
- 栃木駅南口 - （途中無停車） - 東武新大平下駅 - ローソン大平バイパス店前 - 岩舟静和郵便局北 - 静和駅入口 - 岩舟静和郵便局前 - 岩舟駅 - 岩舟総合支所前 - 御門神社北 - 藤岡総合支所前 - 藤岡駅前 - 原向高間公民館前 - 間明田理容室前（初便のみ）

富田 - 岩舟静和郵便局北、原向高間公民館前 - 谷中湖間は自由乗降区間

### 岩舟線
運行委託 - ティ・エイチ・エス
GW・お盆・年末年始を除く平日午後の便において、佐野新都市バスターミナル→佐野プレミアム・アウトレット→イオンモール佐野新都市を経由する。
- 栃木駅南口 - とちぎメディカルセンターしもつが - ゆうゆうプラザ（一部便非経由） - 静和駅入口 - 岩舟公民館（一部便非経由） - 岩舟駅 - 岩舟総合支所前 - 本郷公民館前 - 道の駅みかも - 佐野新都市バスターミナル
- 栃木駅南口 - 栃木翔南高校入口 - カインズモール大平 - ぶどう団地入口 - おおひら歴史民俗資料館前 - 岩舟駅 - 遊楽々館 - とちぎ花センター前 - 道の駅みかも - 佐野新都市バスターミナル

## 過去の路線

### 岩舟線

#### 2021年3月20日から2023年3月14日まで
年末年始を除く平日午後の便において、佐野新都市バスターミナル→佐野プレミアム・アウトレット→イオンモール佐野新都市を経由する。
- 東回り[注釈 5]

道の駅みかも → （佐野新都市エリア） → 本郷公民館前 → 羽抜本郷 → 岩舟駅 → 静和駅入口 → かがやき前 → ゆうゆうプラザ → とちぎメディカルセンターしもつが → 栃木駅南口 → 栃木翔南高校入口 → カインズモール太平 → ぶどう団地入口 → おおひら歴史民俗資料館前 → 立花丁字路 → 遊楽々館 →  とちぎ花センター前 →（佐野新都市エリア）→ 道の駅みかも
- 西回り[注釈 6]

道の駅みかも → とちぎ花センター前 → 遊楽々館 → 岩舟駅 → かかしの里入口 → ぶどう団地入口 → 栃木翔南高校入口 - 栃木駅南口 → とちぎメディカルセンターしもつが → ゆうゆうプラザ →  かがやき前 → 静和駅入口 → 岩舟駅 → 本郷公民館前 →（佐野新都市エリア）→ 道の駅みかも → とちぎ花センター前

#### 2021年3月19日まで
- 道の駅みかも - 本郷公民館前 - 羽抜本郷 - 岩舟駅 - 静和駅入口 - かがやき前 - ゆうゆうプラザ - とちぎメディカルセンターしもつが - 栃木駅南口 - 栃木翔南高校入口 - カインズモール大平 - ぶどう団地入口 - おおひら歴史民俗資料館前 - 立花丁字路 - 遊楽々館 - 道の駅みかも
- 道の駅みかも - 本郷公民館前 - 羽抜本郷 - 岩舟駅 - 静和駅入口 - かがやき前 - ゆうゆうプラザ - とちぎメディカルセンターしもつが - 栃木駅南口